# کلوتیانیدین
کلوتیانیدین (به انگلیسی: Clothianidin) یک ترکیب شیمیایی با شناسه پاب‌کم ۲۱۳۰۲۷ است. شکل ظاهری این ترکیب، بلورهای بی‌رنگ است.